# 파블로페트리

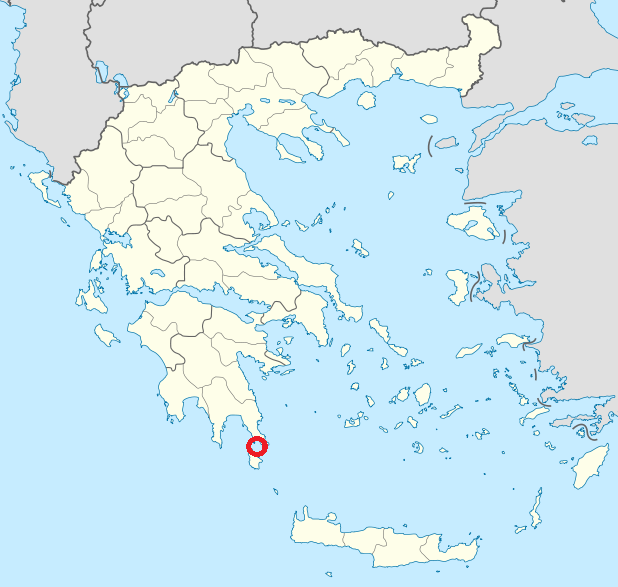
파블로페트리의 위치.

파블로페트리(그리스어: Παυλοπέτρι: Παυλοπέτρι), 그리스 펠로폰네소스주 라 코니아 남부 해안의 바티카 만 해저에 있는 이 도시는 약 5,000년 전으로, 세계에서 가장 오래된 수중 도시로 알려져 있다. 파블로페트리는 거리, 건물, 무덤 등 거의 완전한 도시 계획을 갖고 있다는 점에서 독특하다.

## 같이 보기
- 아크로티리 (산토리니섬)